# Канатчиков, Семён Иванович
Семён Иванович Канатчиков (1 (13) апреля 1879, д. Гусево, Московская губерния — май 1937) — советский партийный деятель.

## Биография
Член РСДРП с 1898 года, с 1903 года — большевик.
Сын крестьянина, бывшего крепостного.
Участвовал в работе Петербургского «Союза борьбы за освобождение рабочего класса».
В 1905 году член Московского, затем Петербургского комитетов партии. Затем работал в Екатеринбурге и Нижнем Тагиле.
Делегат-большевик с решающим голосом от Уральской организации 4-го (Объединительного) съезда РСДРП (1906), представлял Нижнетагильскую организацию, в протоколах съезда — Егоров, поддерживал В. И. Ленина и его платформу.
В 1910—1916 годах в тюрьме и ссылке в Иркутской губернии.
В 1917 член Новониколаевского (Новосибирск) и Томского комитетов РСДРП (б), член Новониколаевского совета.
В 1918 председатель Томского военно-революционного штаба, заместитель председателя губисполкома, затем член Пермского губисполкома и заведующий губернским отделом народного образования.
С 1919 г. работал в Москве: член коллегии Наркомата внутренних дел, член Малого Совнаркома, один из организаторов Коммунистического университета им. Я. М. Свердлова.
Заместитель председателя Совнаркома ТАССР (1920–1921).
В 1921—1924 годах ректор Зиновьевского Коммунистического университета в Петрограде. В 1925 году возглавлял Государственный институт журналистики (ГИЖ).
В 1924 заведующий отделом печати ЦК РКП(б), в 1925—1926 годах заведующий отделом Истпарта ЦК ВКП(б). В 1926—1928 годах корреспондент ТАСС в Чехословакии.
В 1925—1927 участник «Ленинградской» и объединенной оппозиции, затем с оппозицией порвал. Делегат 14-го съезда ВКП(б) (1925).
Профессор факультета советского права МГУ (1925–1926). Читал курс истории партии.
С 1928 на литературной работе: в 192?—1929 годах редактор журнала «Красная новь», редактор журнала «Пролетарская революция», в 1929—1930 годах ответственный (главный) редактор «Литературной газеты» (был её первым по счёту редактором), главный редактор ГИХЛ.
В 1937 г. был репрессирован и расстрелян.
С апреля 1938 года входил в список лиц, работы которых подлежали безусловному изъятию из библиотек.